# Leiz
Leiz Antônio Mendes da Cunha, detto Leiz (Uberaba, 27 luglio 1958), è un ex calciatore brasiliano, di ruolo difensore.

## Caratteristiche tecniche
Giocava come difensore centrale, ed era dotato di un fisico possente.

## Carriera

### Club
Debuttò nel calcio professionistico nel Juventus, club dello stato di San Paolo. Vi rimase dal 1977 al 1983, disputandovi prevalentemente il campionato statale. Passato alla Portuguesa, debuttò nella massima divisione nazionale il 15 marzo 1984 nell'incontro con il Flamengo, giocando da titolare. Una volta terminata la stagione, venne ceduto al Botafogo, debuttando con la nuova maglia il 27 gennaio 1985 al São Januário contro il Goiás, segnando anche un gol. L'ultima annata che disputò fu quella del 1986; nel 1988 passò al Nacional di Madeira, disputando tre stagioni della prima divisione portoghese, ritirandosi successivamente nel 1991.

### Nazionale
Nel 1983 ottenne la convocazione per la Copa América. Tuttavia, non fu mai impiegato dal CT Parreira. Con la selezione olimpica invece fu chiamato da Cléber Camerino per disputare il Torneo Pre-Olimpico CONMEBOL del 1984, e durante la competizione fu impiegato da titolare con regolarità.